# 圣乔瓦尼-罗通多
圣乔瓦尼-罗通多（義大利語：San Giovanni Rotondo）是意大利福贾省的一个市镇。总面积259.62平方公里，人口27202人，人口密度104.8人/平方公里（2009年）。ISTAT代码为071046。

## 友好城市
- 義大利彼得雷尔奇纳 2005年
- 波蘭瓦多維采 2006年
- 德国马克特尔 2009年
- 義大利巴里 2013年
- 義大利蒙特圣安杰洛 2013年